# Rathshof

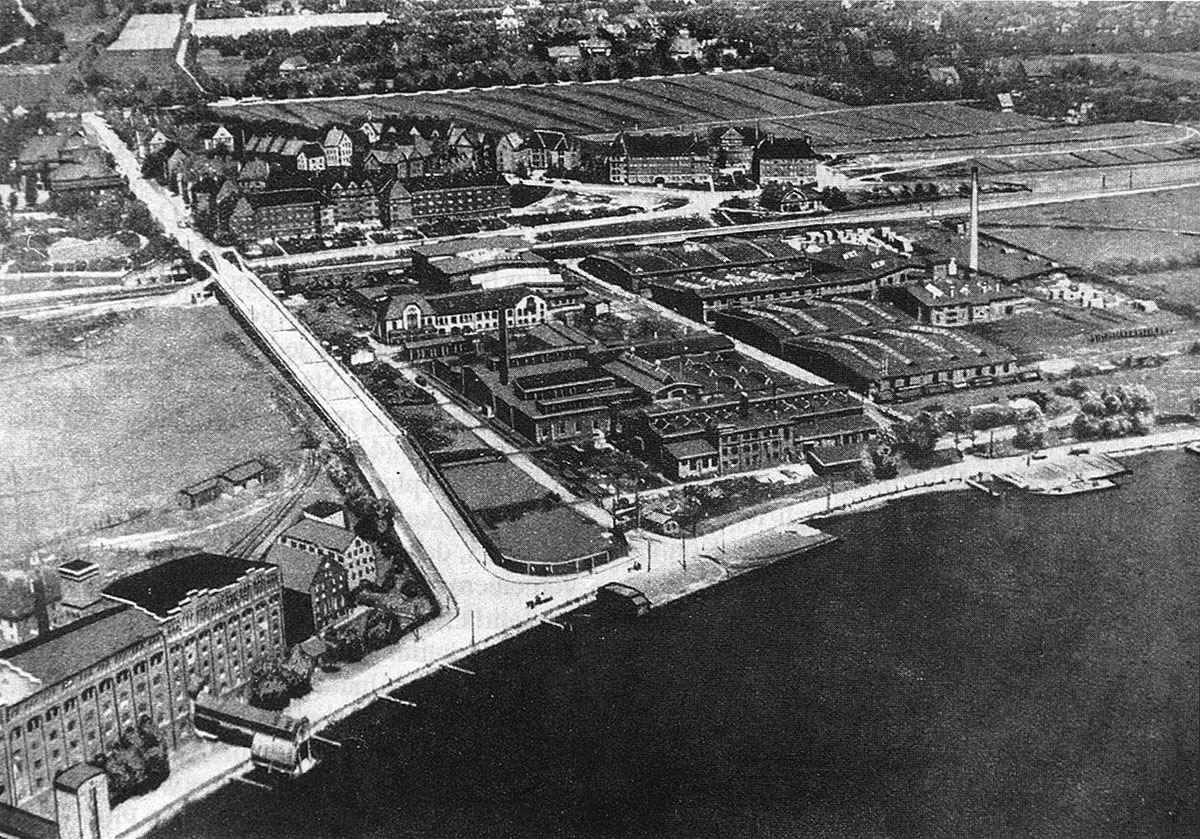
Ratshof

Rathshof 1937

Rathshof  (auch Ratshof, vor dem 20. Jahrhundert auch Rathshubenhof) war ein westlich gelegener Stadtteil von Königsberg (Preußen). Er lag südwestlich von Amalienau und östlich von Juditten (heute Mendelejewo) und Lawsken.

## Geschichte
Zu Ordenszeiten hieß die Ortschaft Propsthof und gehörte der Königsberger Altstadt, westlich der sie lag. Um 1800 gab es dort ein kleines Dorf mit nur sechs „Feuerstellen“ (Haushalten) und dem Hammerkrug, der nach einem an dieser Stelle befindlichen Eisenhammer am (Rathshöfer) Freigraben (heute Wosduschny) benannt war. Später befanden sich dort ein Gutsbetrieb, ein Établissement und schließlich ein Kinderpflegeheim.
1905 wurde ein Teil des Ortes nach Königsberg eingemeindet und entwickelte sich rasch zu einem Villenvorort mit Grünanlagen um den Hammerteich und den beliebten Hammerkrug. Ab 1907 wurde etwas weiter westlich zwischen der Pillauer Bahn und der Lawsker Allee eine vorbildliche Gartenstadt – die Villenkolonie Juditten – erbaut. 1916 wurde der Neubau der Kunstakademie Königsberg eröffnet. Auf dem Territorium von Rathshof lagen auch die großen Speicher und die Waggonfabrik Steinfurt. Pregelabwärts befanden sich eine chemische und eine Zellstofffabrik (Norddeutsche Cellulose-Fabrik). Nach Norden, in Richtung Gut Charlottenburg befand sich stadtauswärts, jenseits des weiter oberhalb am Freigraben gelegenen Fürstenteiches (heute Neskutschny Prud) und des Landgrabens das Vorwerk Klein Rathshof.
Der ab 1905 im Landkreis Königsberg verbliebene Teil der Ortschaft wurde 1927 nach Königsberg eingemeindet. Nach dem Anschluss der Stadt an die Sowjetunion und der Umbenennung in Kaliningrad 1945 kam das Gebiet von Rathshof größtenteils zum Stadtteil Wosduschnoje des Rajons Oktjabrski.